# Мартинівський ВТТ
Мартинівський ВТТ (рос. МАРТЫНОВСКИЙ ИТЛ, ИТЛ и Строительство оросительных сооружений Волгодонстроя) — підрозділ системи виправно-трудових установ СРСР.
Організований 24.08.49 ;

закритий 04.08.52 (злитий з Цимлянським ВТТ з утворенням Нижньо-Донського ВТТ).

## Підпорядкування і дислокація
- Головгідробуд МВС с 24.08.49;
- Головгідроволгодонбуд МВС с 05.11.49;
- ГУЛАГ с 03.07.52 .

Дислокація: Ростовська область, станиця Велика Мартинівська.

## Виконувані роботи
- будівництво іригаційних споруд системи Цимлянського гідровузла, в тому числі Азовського каналу, підстанцій, насосних станцій.
- громадянське будівництво.

## Чисельність з/к
- 01.50 — 944,
- 01.01.51 — 4354